# Szkoła sztuki tańca
Szkoła sztuki tańca – typ szkoły artystycznej w Polsce o dziewięcioletnim lub sześcioletnim cyklu kształcenia w zależności od wieku ucznia, dającej wykształcenie w zawodzie tancerz. Może być szkołą publiczną lub niepubliczną.